# Hycleus argentifer
Hycleus argentifer is een keversoort uit de familie van oliekevers (Meloidae). De wetenschappelijke naam van de soort is voor het eerst geldig gepubliceerd in 1895 door Pic.